# 竹阿觉镇
竹阿觉乡（羅馬化：zhup ap jjop），是中华人民共和国四川省凉山彝族自治州越西县下辖的一个乡镇级行政单位。2021年1月12日，撤销保石乡，将其所属行政区域划归竹阿觉镇管辖。

## 行政区划
竹阿觉乡下辖以下地区：
布石觉村、如宝村、乃吾村和麻姑村。